# Francisco Casariego Hernández-Vaquero
Francisco Casariego Hernández-Vaquero (1919, Oviedo, España - 12 de mayo de 2010, Oviedo, España) también conocido como Nigro fue un ingeniero y pintor español.

## Biografía
Hijo del arquitecto y pintor ovetense Francisco Casariego Terrero (Oviedo, 1890 - 1958) y hermano del arquitecto Pedro Casariego Hernández-Vaquero. Francisco Casariego nació en una familia vinculada al arte, pero no se dedicó a ella hasta los años ochenta. Asistió a la gran mayoría de las exposiciones que organizó el Museo de Bellas Artes de Asturias. La institución tiene dos obras suyas: «Sin título (alias Misterio)» y «Sin título (alias Corea gris)», ambas de 1996.
Fue una visita al MOMA de New York en los años cincuenta la que actuó como catalizadora de su tendencia al arte al quedar deslumbrado por las obras de los grandes pintores expresionistas abstractos norteamericanos.
Se gradó de ingeniero industrial, y posteriormente un doctorado, desarrolló esta profesión durante varias décadas en una empresa hidroeléctrica asturiana, hasta que llegó a ser director de dicha empresa. Su dedicación total al arte y su trayectoria como pintor comenzaron tras su jubilación como ingeniero. En esta tercera parte de su vida, su actividad artística se concretó en varios cientos de cuadros, muchos de ellos de gran formato, y en diversas muestras individuales y colectivas.
Es padre del fotógrafo Carlos y de la mezzosoprano Lola Casariego.
En el hospital del Valle del Nalón, se acogió una exposición permanente con 27 de sus pinturas, como una iniciativa que buscaba "humanizar los espacios asistenciales" - afirma el gobierno del principado de Asturias. En el año 2017 se presentó en la sede de la Federación Asturiana de Empresarios (FADE) una exposición del Nigro como un apoyo para con la asociación española contra el cáncer.

## Obras
Algunas de sus obras fueron donadas por su familia, después de su fallecimiento a sedes de varias empresas e instituciones asturianas, al museo de bellas artes de asturias, real club de tenis, colegio de arquitectos y a la universidad de oviedo:
- El bastón-paraguas
- Misterio
- Corea gris